# Janusz Machnicki
Janusz Machnicki (ur. 4 lutego 1886 w Czersku (Jasieńcu), zm. 14 lipca 1962 w Warszawie) – polski ekonomista, urzędnik, kierownik resortu aprowizacji.

## Życiorys
Był członkiem Ligi Narodowej. Pracował w różnych instytucjach na terenie Warszawy. Był pracownikiem Rady Komisji Handlu Tymczasowej Rady Stanu. W 1918 będąc podsekretarzem stanu w ministerstwie aprowizacji, w okresie od 5 listopada 1918 do 17 listopada 1918 był kierownikiem tegoż resortu w prowizorium rządowym Władysława Wróblewskiego. Był kierownikiem działu zbożowego podsekcji żywnościowej sekcji gospodarczej Obywatelskiego Komitetu Wykonawczego Obrony Państwa w 1920 roku, sekretarzem Komitetu Centralnego Towarzystwa Rolniczego. 
Po II wojnie światowej był wysokim urzędnikiem w ministerstwie aprowizacji i handlu, następnie w ministerstwie przemysłu i handlu, a od 1949 – w ministerstwie handlu wewnętrznego.
Zmarł w Warszawie. Pochowany został na cmentarzu Powązkowskim (kwatera 2-6-24).

## Ordery i odznaczenia
- Krzyż Kawalerski Orderu Odrodzenia Polski (7 listopada 1925)[4]

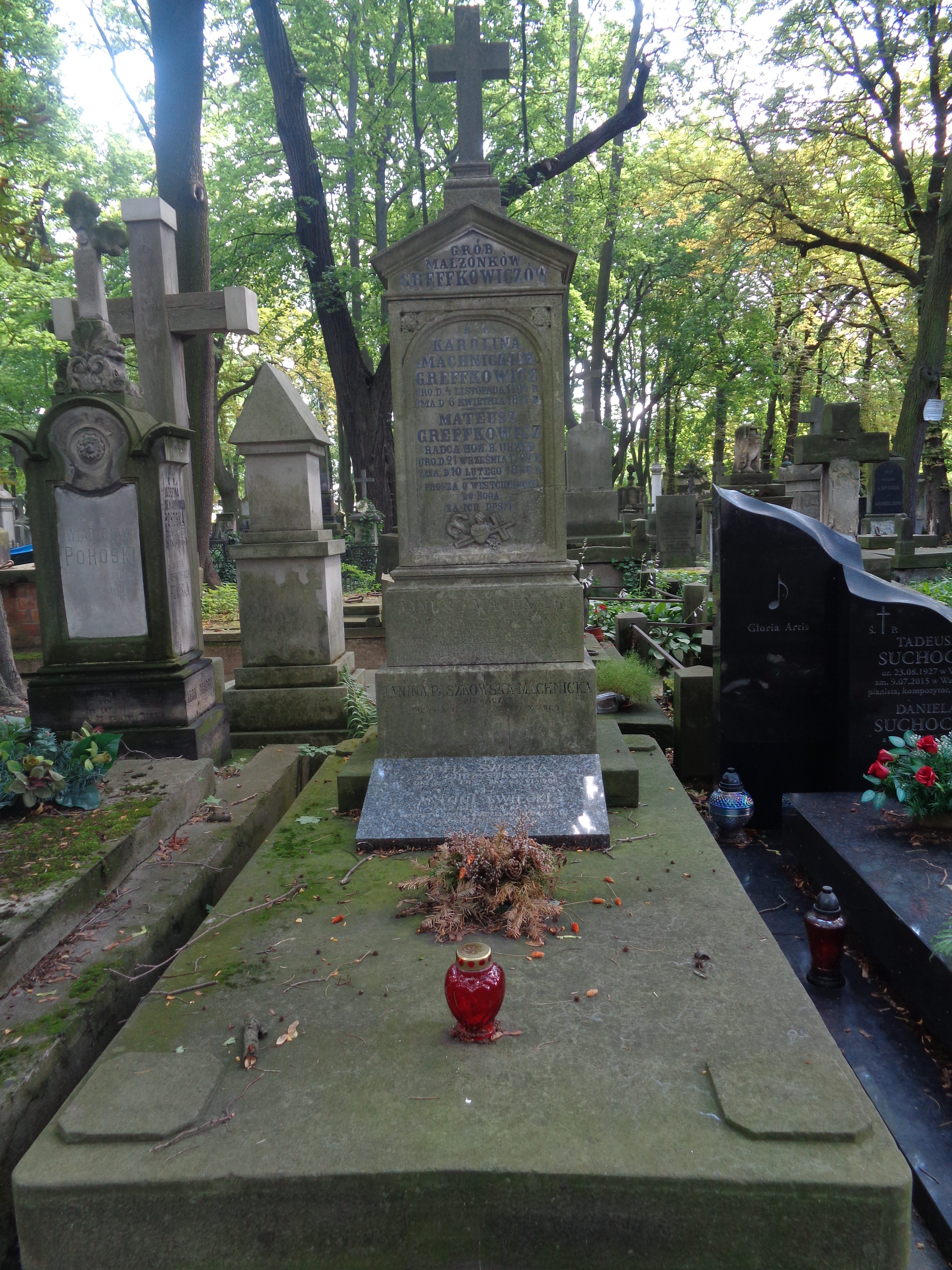
Grób Janusza Machnickiego na Cmentarzu Powązkowskim